# 貝拉什 (羅安達省)
貝拉什（葡萄牙語：Belas），是個位於安哥拉西北部的城鎮，由羅安達省負責管轄，面積1,077平方公里，海拔高度100米，2011年人口500,000，人口密度每平方公里464人。